# 1953 ve filmu

## Události
- Žádná významná událost.

## Nejvýdělečnější filmy roku
| Pořadí | Název                         | Země | Tržba (v dolarech) |
| ------ | ----------------------------- | ---- | ------------------ |
| 1.     | Peter Pan                     | USA  | 87 400 000         |
| 2.     | The Robe                      | USA  | 36 000 000         |
| 3.     | House of Wax                  | USA  | 9 500 000          |
| 4.     | Shane                         | USA  | 9 000 000          |
| 5.     | The Beast from 20,000 Fathoms | USA  | 5 000 000          |

## Ocenění

### Oscar
Nejlepší film: From Here to Eternity
Nejlepší režie: Fred Zinnemann - From Here to Eternity
Nejlepší mužský herecký výkon: William Holden - Stalag 17
Nejlepší ženský herecký výkon: Audrey Hepburnová - Prázdniny v Římě
Nejlepší mužský herecký výkon ve vedlejší roli: Frank Sinatra - From Here to Eternity
Nejlepší ženský herecký výkon ve vedlejší roli: Donna Reedová - From Here to Eternity

### Zlatý Glóbus
Drama
Nejlepší film: The Robe
Nejlepší herec: Spencer Tracy - The Actress
Nejlepší herečka: Audrey Hepburnová - Prázdniny v Římě
Muzikál nebo komedie
Nejlepší film: Žádný
Nejlepší herec: David Niven - The Moon Is Blue
Nejlepší herečka: Ethel Mermanová - Call Me Madam
Jiné
Nejlepší režie: Fred Zinnemann - From Here to Eternity

## Seznam zahraničních filmů
- Válka světů (režie: Byron Haskin)

## Narozeniny
- 30. leden - Steven Zaillian, režisér
- 8. únor - Mary Steenburgenová, herečka
- 11. únor - Philip Anglim, herec
- 19. únor - Massimo Troisi, herec († 1994)
- 18. duben - Rick Moranis, kanadský herec a komik
- 16. květen - Pierce Brosnan, irský herec
- 24. květen - Alfred Molina, herec
- 10. září - Amy Irvingová, herečka
- 9. říjen - Tony Shalhoub, americký herec
- 26. říjen - Maureen Teefyová, herečka
- 31. říjen - Michael J. Anderson, herec
- 3. listopad - Kate Capshawová, americká herečka
- 6. listopad - Ron Underwood, režisér
- 6. prosinec - Tom Hulce, herec
- 8. prosinec - Kim Basingerová, herečka
- 9. prosinec - John Malkovich, herec
- 17. prosinec - Bill Pullman, herec

## Úmrtí
- 5. březen - Herman J. Mankiewicz, americký scenárista (*1897)
- 8. říjen - Nigel Bruce, britský herec
- 29. listopad - Sam De Grasse, herec